# ロングフォード
ロングフォード（愛: An Longfort、英: Longford）は、アイルランドのレンスター地方のロングフォード県のカウンティ・タウン（県都）。

## 概要
2011年の国勢調査によると、タウンの人口は9,601人であった。ロングフォード県では最大のタウンで、県全体の人口の約3分の1がタウンに住んでいることになる。
シャノン川の支流であるカムリン川沿いのタウンで、名前はアイルランド語で、船を表す"Long"と港を表す"port"の合成後である "Longfort" に由来している。ヴァイキングに起源を持つアイルランドの多くの居住者がに使用されていた。